# Nicolas Saulmon
Nicolas Saulmon est un physicien et mathématicien français, membre de l'Académie royale des sciences, mort le 6 mai 1724.

## Biographie
En 1712 et 1714, il fait des expériences sur un fluide pour montrer la validité des tourbillons célestes de Descartes en cherchant à vérifier les vitesses des différentes couches de fluide, conformément aux règles de Kepler sur les temps périodiques des révolutions des planètes autour du Soleil. Cependant, ces expériences restèrent insuffisantes pour faire cette démonstration.
Nicolas de Saulmon est nommé élève mécanicien de l'Académie royale des sciences le 10 mars 1707, puis pensionnaire mécanicien le 29 août 1715.
En 1715, il examine avec le chevalier de Louville la solution du problème de la roue d'Aristote proposée à l'Académie par Jean-Jacques Dortous de Mairan,.

## Mémoires de l'Académie royale des sciences
- Sur les pierres et particulièrement celles de la mer, dans Histoire de l'Académie royale des sciences - 1707, chez Gabriel Martin, Paris, 1730, p. 5-7 (lire en ligne)
- Sur le mouvement d'un solide plongé dans un fluide, dans Histoire de l'Académie royale des sciences - 1712, Imprimerie royale , Paris, 1731, p. 77-80 (lire en ligne)
- Du mouvement d'un cylindre plongé dans un tourbillon cylindrique, dans Mémoires de l'Académie royale des sciences - 1712, Imprimerie royale, Paris, 1731, p. 279-296 (lire en ligne)
- De l'incommensurabilité de polygones inscrits & circonscrits au cercle, dans Mémoire de l'Académie royale des sciences - Année 1713, Imprimerie royale, Paris, 1739, p. 75-97 (lire en ligne)
- Sur le mouvement d'un solide dans un tourbillon fluide, dans Histoire de l'Académie royale des sciences - Année 1714, Imprimerie royale, Paris, 1717, p. 102-106 (lire en ligne)
- Quadrature d'une zone circulaire, dans Mémoires de l'Académie royale des sciences - Année 1714, Imprimerie royale, Paris, 1717, p. 156-174 (lire en ligne)
- Expériences sur des corps plongés dans un tourbillon, dans Mémoires de l'Académie royale des sciences - Année 1714, Imprimerie royale, Paris, 1717, p. 381-394 (lire en ligne)
- Sur le tourbillon fluide, dans Histoire de l'Académie royale des sciences - Année 1715, chez Lambert & Durand, Paris, 1723, p. 61-65 (lire en ligne)
- Des corps plongés dans un tourbillon, Histoire de l'Académie royale des sciences - Année 1715, chez Lambert & Durand, Paris, 1741, p. 61-65 (lire en ligne)
- De la courbure du tourbillon cylindroïde, dans Mémoires de l'Académie royale des sciences - Année 1715, chez Lambert & Durand, Paris, 1741, p. 105-130 (lire en ligne)
- Méchanique. Sur le tourbillon fluide, dans Histoire de l'Académie royale des sciences - 1716, Imprimerie royale, Paris, 1718, p. 68-76 (lire en ligne)
- Expériences faites dans un tourbillon cylindroïde, dans Mémoires de l'Académie royale des sciences - Année 1716, Imprimerie royale, Paris, 1718, p. 35-59 (lire en ligne)
- Suite du tourbillon cylindroïde, dans Mémoires de l'Académie royale des sciences - Année 1716, Imprimerie royale, Paris, 1718, p. 244-258 (lire en ligne)
- Sur les principes de l'action des fluides, dans Histoire de l'Académie royale des sciences - 1716, Imprimerie royale, Paris, 1719, p. 73-82 (lire en ligne)
- Sur le choc des corps à ressort, dans Histoire de l'Académie royale des sciences - Année 1717, Imprimerie royale, Paris, 1723, p. 86-97 (lire en ligne)
- Du choc des corps dont le ressort est parfait, Mémoires de l'Académie royale des sciences - Année 1721, Imprimerie royale, Paris, 1723, p. 126-145 (lire en ligne)
- Sur l'universalité des figures, dans Histoire de l'Académie royale des sciences - Année 1723, chez Durand, Paris, 1753, p. 61-65 (lire en ligne)
- Sur le choc des corps à ressort, dans Histoire de l'Académie royale des sciences - Année 1723, chez Durand, Paris, 1753, p. 101-107 (lire en ligne)

### Biographie
- Table générale des matières contenues dans l'"Histoire" et dans les "Mémoires de l'Académie royale des sciences", tome 2, 1699-1710, par la Compagnie des libraires, Paris, 1729, p. 567 (lire en ligne)
- Table générale des matières contenues dans l'"Histoire" et dans les "Mémoires de l'Académie royale des sciences", tome 3, 1711-1720, par la Compagnie des libraires, Paris, 1731, p. 328-329 (lire en ligne)
- Table générale des matières contenues dans l'"Histoire" et dans les "Mémoires de l'Académie royale des sciences", tome 4, 1721-1730, par la Compagnie des libraires, Paris, 1734, p. 328-329 (lire en ligne)
- Physique générale : sur les tourbillons cartésiens, dans Histoire de l'Académie royale des sciences - Année 1741, Imprimerie royale, Paris, 1744, p. 5 (lire en ligne)